# Еркин Каракалпакстан
«Еркин Қарақалпақстан» (рус. Свободный Каракалпакстан) — общественно-политическая газета Каракалпакстана (Узбекистан), издающаяся на каракалпакском языке. Является старейшей и наиболее массовой газетой на этом языке.
Издаётся с ноября 1924 года. Первоначально называлась « ٴيركين قاراقالپاق » (Свободный каракалпак), в 1929 году была переименована в «Mijnetkeş qaraqalpaq» (Трудовой каракалпак), в 1932-м получила название «Qьzьl Qaraqalpaƣastan»/«Қызыл Қарақалпақстан» (Красная Каракалпакия), а в 1950-х годов стала называться «Совет Қарақалпақстаны» (Советская Каракалпакия). С начала 1990-х годов газета называется «Еркин Қарақалпақстан».
В 1975 году выходила пять раз в неделю тиражом 66 тысяч экземпляров. На август 2007 года выходила три раза в неделю тиражом 2,7 тысячи экземпляров. Распространяется преимущественно по подписке.
В 1968 году награждена орденом «Знак Почёта». 
В 1994 году награждена Почётной грамотой Республики Узбекистан.